# Michiru Mountain
Michiru Mountain är ett berg i Malawi. Det ligger i distriktet Blantyre District och regionen Southern Region, i den södra delen av lande. Toppen på Michiru Mountain är 1 473 meter över havet.
Terrängen runt Michiru Mountain är kuperad söderut, men norrut är den platt. Omgivningarna runt Michiru Mountain är skog och längre bort finns huvudsakligen savann.